# 하마오카 켄지
하마오카 켄지(일본어: 浜岡賢次 하마오카 겐지[*], 1965년 5월 27일 )는 일본의 만화가이다. 지바현 이치카와시 출신으로, 우라야스시에 거주하고 있으며, 현재 두 아이의 아버지이다. 지바현립 우라야스 고등학교를 졸업했다. 주간 소년 챔피언을 비롯한 아키타 쇼텐 발행 만화 잡지에서 집필 중이며, 대표작은 괴짜가족이다.

## 작품의 특징
주로 초등학교 저학년을 주인공 그룹으로 하여 학교나 가정을 무대로 한 광소적인 좌충우돌 개그만화가 특징이다. 넘어지면 수십 미터나 뛰어오르고 대변은 본인을 삼킬 정도로 높이 솟아오르며 종종 가옥이나 빌딩도 부숴진다.스토리도 회화도 캐릭터도 모두 이러한 화려한 움직임의 개그를 뒷받침한다.
특징 중 하나로 프로레슬링 소재가 많다는 점을 들 수 있다. 하마오카 자신이 큰 프로 레슬링 팬, 그것도 안토니오 이노키의 신봉자이다. 하마오카도 예전에는 격투 만화가에 뜻을 두고 있었다고 말하고 있다. 이 때문에 작중에서는 라리아트 등 프로레슬링 기술이 자주 등장한다. 또 요미우리 팬이라 프로레슬링 소재만큼은 아니지만 야구 소재도 많다. 무엇보다 괴짜가족에서는 열광적인 롯데팬과 히로시마팬이 정규로 등장하기 때문에 요미우리보다 양쪽 구단에 관련된 소재가 압도적으로 많다. 히로시마 우승에 힘입어 더 뽑아 단행본까지 만들어졌을 정도다.
폭력 묘사는 많지만 그림 쪽은 그에 어울리지 않게 섬세하고 사실적인 묘사가 돋보인다. 등장인물의 얼굴이 사실적으로 그려져 있는 데다 유명인의 캐리커처도 사실적으로 그려진다. 작품 중에는 프로레슬러나 연예인을 모델로 한 캐릭터가 많이 등장한다. 캐리커처 등 세밀함에 대해 심플한 인물 조형으로 일관하는 경우도 많다. 괴짜가족에서 미녀, 미소녀 캐릭터에 속하는 준코, 사쿠라, 아카네, 노리코, 나나코, 아사오카 유미, 노무라 사치코, 야마다 마야, 스즈키 스즈, 미나미, 츠카미애 등은 머리카락을 제외하고 비슷하게 생겼으며 이를 이용한 교체 소재 등도 가끔 이용된다. 다만 평소에는 성격이나 표정, 복장, 언행 등으로 구분된다.
개성적인 작품명 및 부제목, 의음, 효과음도 특징이다. 또한 폭력 묘사와 마찬가지로 대변을 중심으로 하는 소재가 빈번하게 나오는데, 이는 하마오카가 "똥꼬는 어린이 개그 만화의 필수품"이라는 지론을 가지고 있기 때문이다.

## 만화가로서의 인물상
작품 가키데카 (야마가미 다쓰히코 저자), 작품 센보이 (できんボーイ) (타무라 신 저자)로부터 영향을 받고 있다고 하마오카 켄지는 말한다.
하마오카 자신이 목표로 하는 개그 만화란, 대사가 전혀 없어도 웃을 수 있는 만화라고 한다. 그 이유는 말을 모르는 사람도 즐길 수 있기 때문이다. 또 작품 드리프터즈 (ドリフターズ)의 팬이여서, 노리오다쵸~ 에서는 드리프터즈의 멤버 5명에 대한 애정이 현저하게 드러난다. 그 중에서도 이카리야 쵸오스케 (いかりや長介)를 존경하고 있었다고 이야기하고 있다.시무라 켄도 매우 좋아했지만, 닻집을 바보 취급한 인터뷰를 본 이래, 시무라에게 반감을 품는 마음도 혼재하게 된다. 뿌리 부분에서는 싫어하지 않기 때문에 작품 중에서 시무라를 모델로 한 캐릭터도 적지 않고, 주간 소년 챔피언 2012년 최종호 하마오카의 코멘트에서는 시무라를 존경하고 있다고 보여지는 발언이 있다.
단행본 나머지 페이지 작업이 너무 싫다는 것을 고백하고 있다. 또한 취재활동을 잘 하지 않는다.

## 다른 인물상
대표적인 작품들이 모두 거주하는 우라야스 시가 무대를 이루고 있는데 하마오카가 우라야스시로 이주한 것은 고등학생이 되면서부터이며, 우라야스 시내 공립 고등학교에 진학했기 때문이다.그때까지는 이치카와시에 살면서 이치카와시립 제6중학교를 졸업했다.
좋아하는 작풍의 만화가로 나카자키 타츠야도 꼽고 있으며 단행본에서는 나카자키 타츠야풍의 뒤처리 만화를 그리고 있다.
하마오카는 한 번도 금연한 적이 없다고 발언할 정도의 골초로, 괴짜가족의 인물 설정에도 반영되어 있었다 (자화상에도 담배를 피우고 있는 그림이 있다). 하지만 최근에는 금연에 거의 성공해 1년에 한 갑 정도만 피운다.

## 작품

### 주간 소년 챔피언 연재 작품
- 4학년 1반 기립! (4年1組起立!, 전 11권)
- 괴짜가족 시리즈
  - 괴짜가족 (전 31권)
  - 원조! 괴짜가족 (元祖!浦安鉄筋家族, 전 28권)
  - 매번! 괴짜가족 (毎度!浦安鉄筋家族, 전 24권)
  - 장하다! 괴짜가족 (あっぱれ!浦安鉄筋家族, 연재중)
- 갓핸드BJ (ゴッドハンドBJ, 연재중)

### 월간 소년 챔피언 연재 작품
- 노리오다쵸~ (데뷔작, 전 4권)
- 잔토니오 Bomb (ジャントニオBomb, 전 1권)
- 야마차 (ヤマチャン, 전 2권)
- 간디 (ガンジー, 잡지 부록, 전 1권）

### 기타 작품
- 학원 전국 에마키 하루코 ( 学園戦国絵巻春子, 1985년 "I'm 챔피언 창간 2호", 월간 소년 챔피언 , 전 2화, 완결）
- SMILY SMILE（1986년 주간 소년 챔피언, 전 2화, 완결)
- 여동생 사쿠짱 (妹さっちゃん, 월간 챔피언 RED 연재)
- 모나왕 이미지 일러스트 (モナ王イメージイラスト, 후지이 다카시)
- 좀비 별 (ゾンビの星, 영 챔피언 연재）
- 선생님 마감이에요!! (先生、〆切ですよ!!, 별책 소년 챔피언 연재,전 1권 )
- 스케베 소녀 노리코짱 (スケベ少女典子ちゃん, 별책 소년 챔피언, 2019년 7월호, 완결）
- 아버지, 어머니, 저는 부끄러운 생애를 살아왔습니다. (父さん、母さん、私は恥の多い生涯を送ってまいりました, 하마오카 켄지 단행본 미수록 작품집 수록 , 전 1권）

## 어시스턴트
- 호즈미 미즈호 (ほづみ みずほ), 필명 카와사키 미즈호 (川崎みづほ) (초대 어시스턴트)
- 토이다 카즈히코 (樋田和彦) (2대 어시스턴트)
- 우에다 마리 (上田マリ), 필명 산반 우에다 (サンバン上田), 3번 우에다  (3番上田) (3대 수석 어시스턴트)[3]
- 야기사와 케에이치 (やぎさわ景一) (4대 수석 어시스턴트)